# جيمس واتسون (ممثل)
جيمس واتسون (بالإنجليزية: James Watson)‏ هو ممثل بريطاني، ولد في 16 أبريل 1970 في المملكة المتحدة.

## وصلات خارجية
- جيمس واتسون على موقع IMDb (الإنجليزية)
- جيمس واتسون على موقع قاعدة بيانات الفيلم (الإنجليزية)